# Cyrk (film 1928)

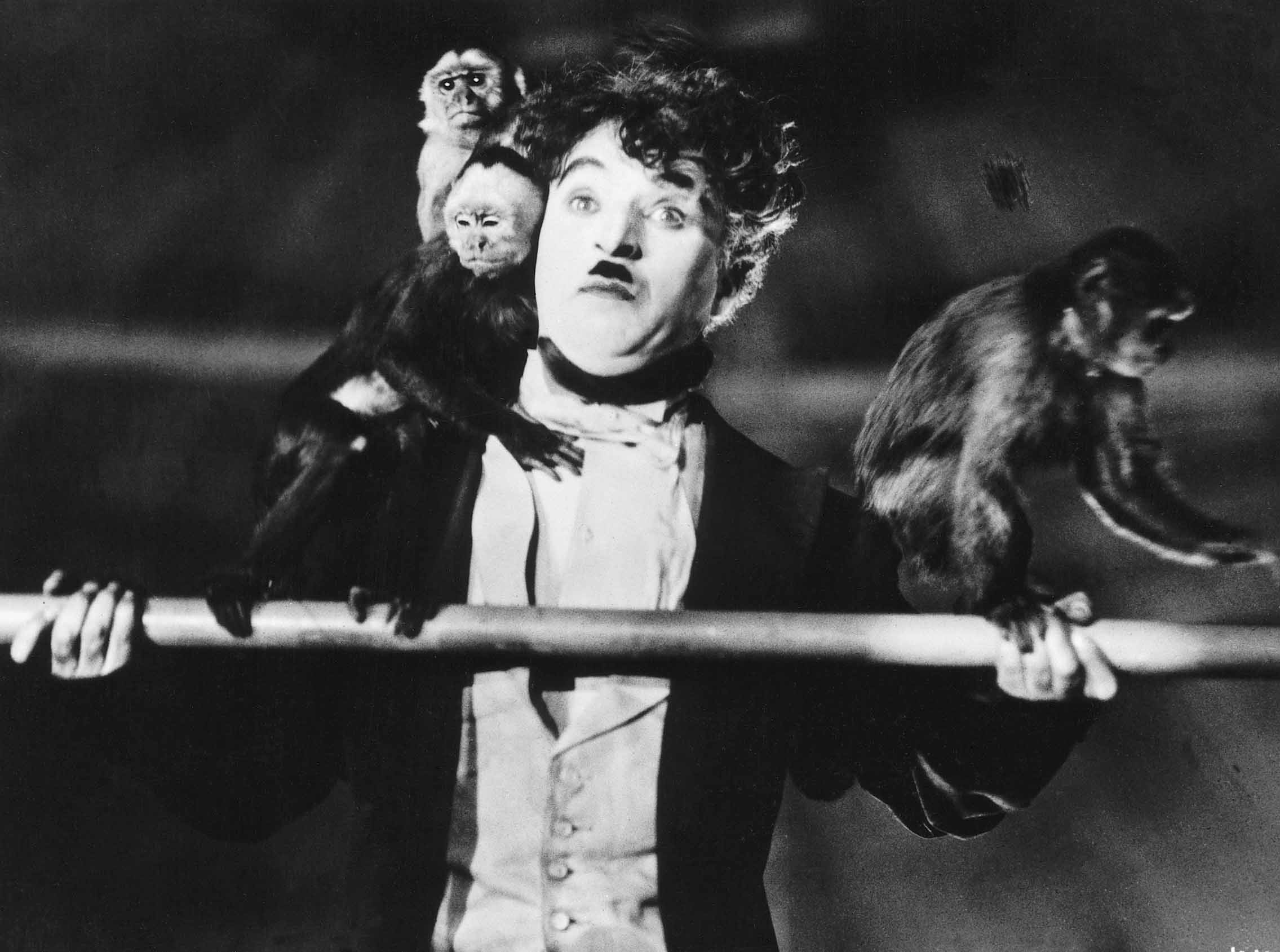
Scena z filmu

Cyrk (ang. The Circus) – komedia obyczajowa, film niemy produkcji USA z 1928 roku, w reżyserii Charliego Chaplina.
W roku 1928 za rolę w tym filmie Chaplin został nominowany do Oscara w kategorii: Najlepszy aktor.

## Opis fabuły
Historia trampa, który dla chleba został przypadkowo klaunem.

## Obsada
- Henry Bergman – stary klaun
- Betty Morrissey – znikająca kobieta
- Allan Garcia – właściciel cyrku
- George Davis – prestidigitator
- Harry Crocker – linoskoczek Rex
- Stanley Sanford – aranżer
- Doc Stone – bokser
- Charles Chaplin – Charlie-tramp
- Betty Morrissey – zaginiona dama
- Merna Kennedy – pasierbica